# Mariusz Mach
Mariusz Mach (ur. 26 września 1962) – polski lekkoatleta, specjalizujący się w biegach długodystansowych.

## Osiągnięcia
- Mistrzostwa Polski seniorów w lekkoatletyce (2 medale)[1]
  - Poznań 1987
    - srebrny medal w biegu na 5000 m

  - Kraków 1989
    - brązowy medal w biegu na 5000 m

- Halowe mistrzostwa Polski seniorów w lekkoatletyce (2 medale)[2]
  - Zabrze 1985
    - brązowy medal w biegu na 3000 m

  - Spała 1992
    - srebrny medal w biegu na 3000 m

## Rekordy życiowe
- bieg na 5000 metrów
  - stadion – 13:47,56 (Sopot 1990)
- bieg na 10 000 metrów
  - stadion – 29:16,50 (Poznań 1991)
- półmaraton – 1:08:46 (Wiązowna 1995)
- maraton – 2:19:15 (Toruń 1994)